# Südamerikanische Formel-3-Meisterschaft
Die Südamerikanische Formel-3-Meisterschaft war eine in Brasilien beheimatete Formel-3-Rennserie, die von 1987 bis 2013 bestand.

## Überblick

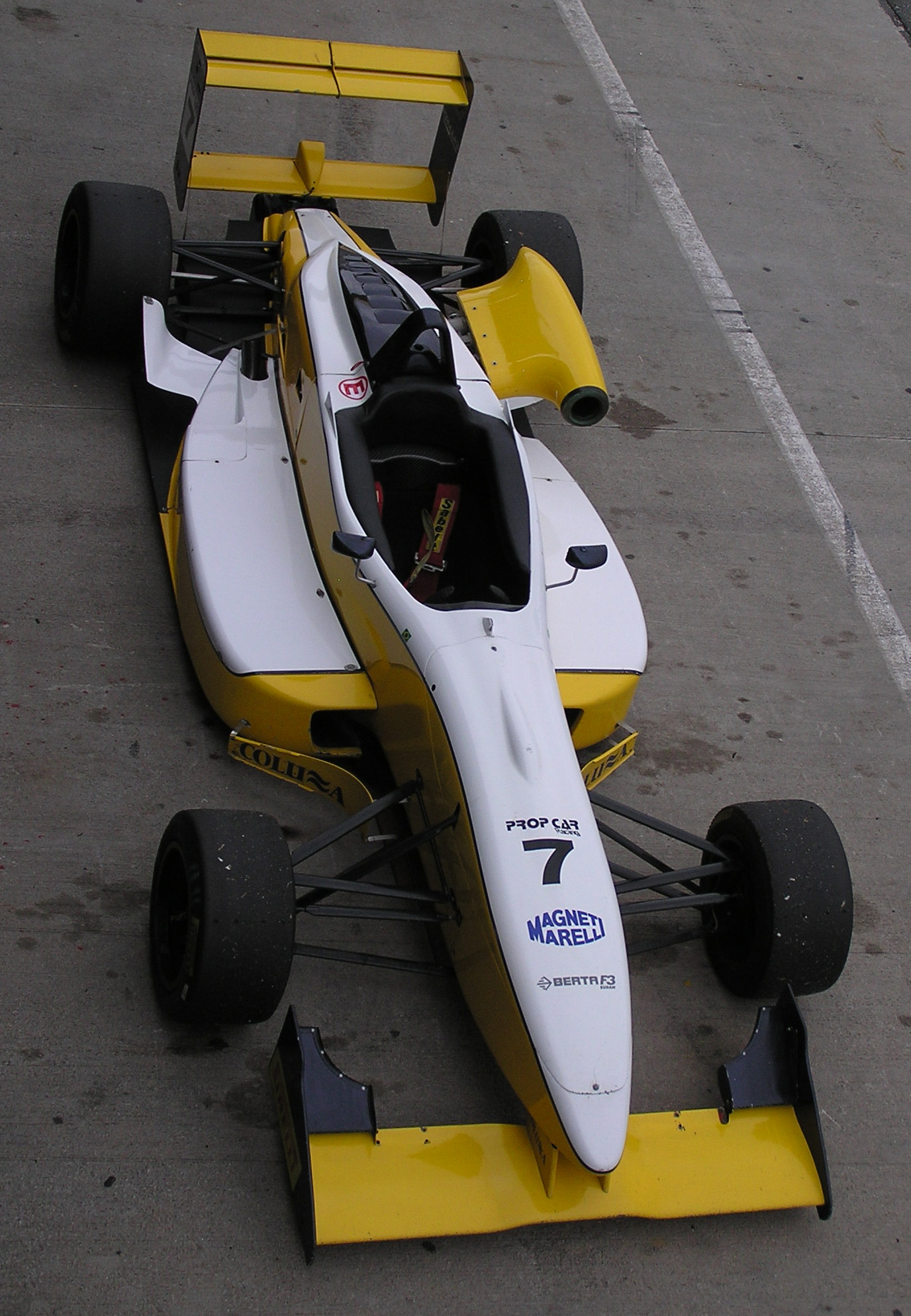
Dallara F301 des Teams Prop Car Racing (2006)

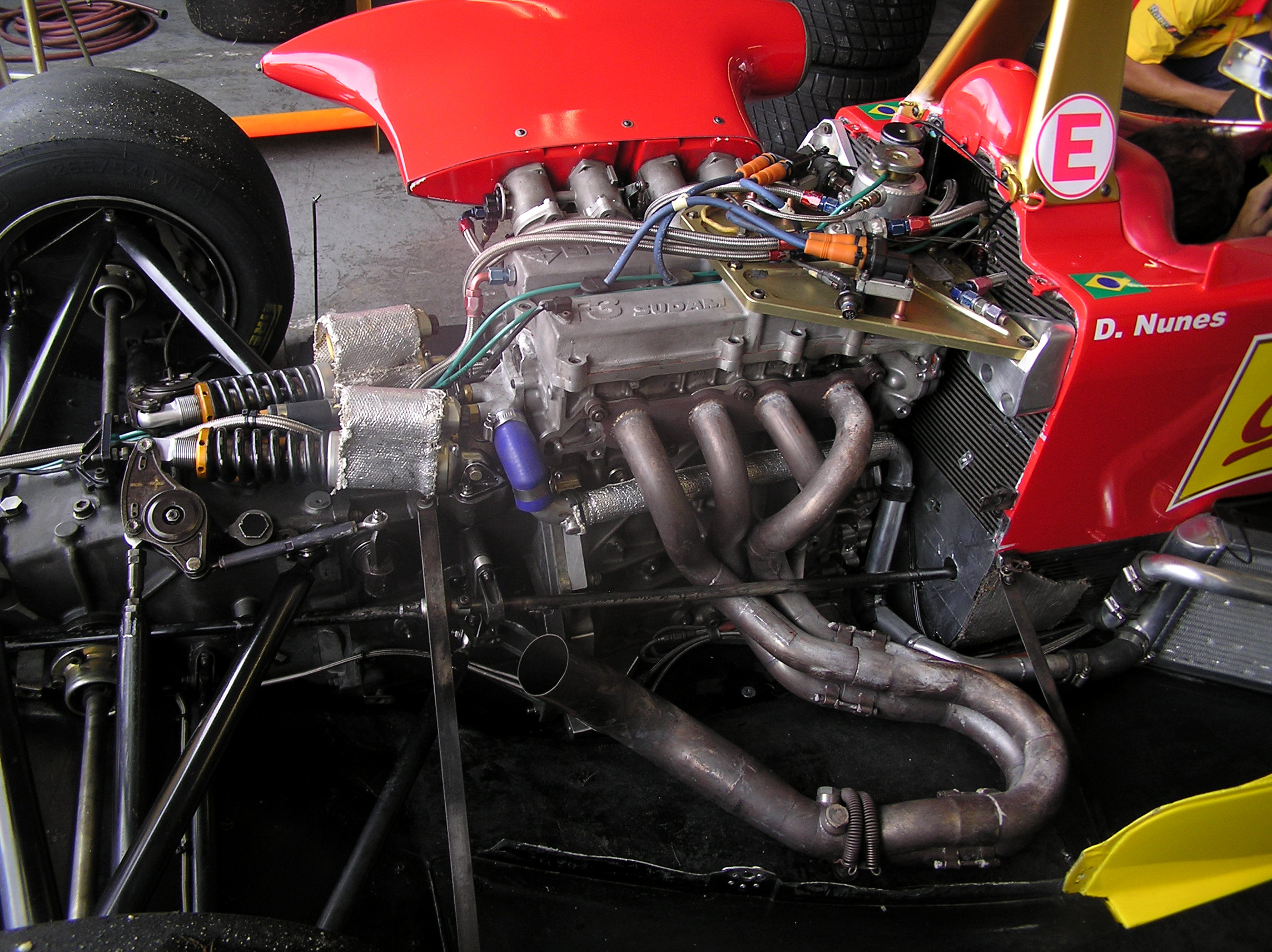
Berta-Motor eines Dallara F301 (2006)

Die Südamerikanische Formel-3-Meisterschaft bestritt ihre Rennen überwiegend auf brasilianischen Strecken, hielt in ihren letzten Jahren aber auch regelmäßig Rennwochenenden in Argentinien und Uruguay ab.
Neben der Hauptklasse gab es ab 2009 wieder eine für Einsteiger gedachte Klasse mit älteren Formel-3-Fahrzeugen, die F3 Light. In dieser wurde außerdem eine härtere und damit langlebigere Reifenmischung verwendet.
Vor der Saison, im Januar, fand von 2010 bis 2014 jährlich das F3 Brazil Open auf dem Autódromo José Carlos Pace statt, das offiziell nicht zur Südamerikanischen Formel-3-Meisterschaft zählte, jedoch die gleichen Regularien verwendete und an dem dieselben Teams teilnahmen.
Die Serie wurde Ende 2013 zugunsten der Brasilianischen Formel-3-Meisterschaft eingestellt.

## Fahrzeug
Ab der Saison 2009 wurde in der Hauptklasse der Dallara F309 AS mit einem von Berta vorbereiteten Ford-2.0-Vierzylindermotor verwendet, der 255 PS erzeugte. In der F3-Light-Klasse kam der vor dem Jahr 2009 in der Hauptklasse eingesetzte Dallara-F301-Berta zum Einsatz. Reifenlieferant war in beiden Fällen Pirelli.

## Meister
| Saison | Meister (Fahrer)      | Team                   | Chassis/Motor               | Meister (Team)         | Meister (Klasse B/Light) |
| ------ | --------------------- | ---------------------- | --------------------------- | ---------------------- | ------------------------ |
| 1987   | Leonel Friedrich      | INI Competición        | Berta-Volkswagen            | Maldonado Competición  |                          |
| 1988   | Juan Carlos Giacchino | Sommi Competición 1    | Dallara-Alfa Romeo          | Sommi Competición      |                          |
| 1989   | Gabriel Furlán        | Sommi Competición 1    | Dallara-Alfa Romeo          | INI Competición        |                          |
| 1990   | Christian Fittipaldi  | Fittipaldi Competición | Reynard-Alfa Romeo          | Fittipaldi Competición |                          |
| 1991   | Affonso Giaffone      | INI Competición        | Ralt-Volkswagen             | INI Competición        |                          |
| 1992   | Marcos Gueiros        | Cesário Fórmula        | Ralt-Mugen-Honda            | INI Competición        | Suzane Carvalho          |
| 1993   | Fernando Croceri      | Cesário Fórmula        | Ralt-Mugen-Honda            | Cesário Fórmula        | Milton Sperafico         |
| 1994   | Gabriel Furlán        | G.F. Motorsport        | Dallara-Fiat + Alfa Romeo   | G.F. Motorsport        |                          |
| 1995   | Ricardo Zonta         | Cesário Fórmula        | Dallara-Mugen-Honda         | Cesário Fórmula        | Emiliano Spataro         |
| 1996   | Gabriel Furlán        | G.F. Motorsport 2      | Dallara-Fiat                | G.F. Motorsport        | Aníbal Zaniratto         |
| 1997   | Bruno Junqueira       | PropCar Racing 3       | Dallara-Opel                | Amir Nasr Racing       | Diego Chiozzi            |
| 1998   | Gabriel Furlán        | G.F. Motorsport 4      | Dallara-Mitsubishi          | G.F. Motorsport        | Ramón Ibarra             |
| 1999   | Hoover Orsi           | Cesário Fórmula        | Dallara-Mugen-Honda         | Amir Nasr Racing       | João Paulo de Oliveira   |
| 2000   | Vítor Meira           | Amir Nasr Racing       | Dallara-Mugen-Honda         | Amir Nasr Racing       | Martín Cánepa            |
| 2001   | Juliano Moro          | Amir Nasr Racing       | Dallara-Mugen-Honda         | Amir Nasr Racing       | Daniel Scandian          |
| 2002   | Nelson Piquet jr.     | Piquet Sports          | Dallara-Mugen-Honda         | Piquet Sports          | Eduardo Azevedo          |
| 2003   | Danilo Dirani         | Cesário Fórmula        | Dallara-Mugen-Honda         | Cesário Fórmula        | Rodrigo Ribeiro          |
| 2004   | Alexandre Negrão      | Piquet Sports          | Dallara-Mugen-Honda + Berta | Cesário Fórmula        | Marcos Guerra            |
| 2005   | Alberto Valerio       | Cesário Fórmula        | Dallara-Berta               | Cesário Fórmula        | Paulo Meyer Ferreira     |
| 2006   | Luiz Razia            | Razia Sports           | Dallara-Berta               | Razia Sports           | Caio Costa               |
| 2007   | Clemente de Faria jr. | Cesário Fórmula        | Dallara-Berta               | Cesário Fórmula        |                          |
| 2008   | Nelson Merlo          | Bassani Racing 5       | Dallara-Berta               | Bassani Racing         |                          |
| 2009   | Leonardo Cordeiro     | Cesário Fórmula        | Dallara-Berta               | Cesário Fórmula        | Henrique Martins         |
| 2010   | Bruno Andrade         | Cesário Fórmula        | Dallara-Berta               | Cesário Fórmula        | Fernando Resende         |
| 2011   | Fabiano Machado       | Cesário Fórmula        | Dallara-Berta               | Cesário Fórmula        | Bruno Bonifacio          |
| 2012   | Fernando Resende      | Cesário Fórmula        | Dallara-Berta               | Cesário Fórmula        | Higor Hoffman            |
| 2013   | Felipe Guimarães      | Hitech Racing          | Dallara-Berta               | Hitech Racing          | Bruno Etman              |